# Phone Swap
Phone Swap es una película de comedia romántica nigeriana de 2012 escrita por Kemi Adesoye, con la dirección y producción de Kunle Afolayan. Está protagonizada por Nse Ikpe-Etim, Wale Ojo, Joke Silva, Chika Okpala, Lydia Forson y Afeez Oyetoro.
Narra la historia de Mary, una diseñadora de moda de buen corazón que trabaja bajo un jefe muy estricto, y Akin, un ejecutivo de negocios arrogante, retraído y mandón. Ellos cambian accidentalmente sus teléfonos móviles en un aeropuerto concurrido, lo que lleva a un intercambio en sus destinos y a la necesidad de ayudarse mutuamente.
Fue rodada en Lagos y se realizó en sociedad con Globacom y BlackBerry. También recibió apoyo financiero de Meelk Properties, IRS Airlines, Seven-up Bottling Company y Honeywell Flour Mill. La etapa de escritura del guion tomó dos años, mientras que la producción y postproducción tomaron seis semanas y tres meses respectivamente. La película recibió elogios de la crítica y tuvo un gran éxito en la taquilla. Recibió 4 nominaciones en la octava edición de los Premios de la Academia del cine africano, incluyendo la categoría Mejor Película Nigeriana y fue ganadora del premio Logro en diseño de producción. 

## Sinopsis
Mary es una diseñadora de moda que trabaja para un jefe estricto, Alexis, quien a menudo toma crédito por sus diseños. Su padre le ha pedido regresar al pueblo debido a un problema conyugal que involucra a su hermana y su cuñado. Debe regresar, ya que la familia discutirá el problema y su hermana solo la escucha a ella. Alexis no le da permiso para salir del trabajo, aunque ella insiste en que puede completar los diseños mientras está lejos, pero su jefe no está convencido. Después Mary descubre que su novio está casado y termina su relación. Alexis se compadece de ella y le permite tomar un tiempo libre del trabajo para resolver sus problemas. 
El jefe de Akin está preocupado por su reciente comportamiento, como resultado, lo envía a un retiro de la compañía, ya que muchos creen que está a punto de exponer las malas acciones de sus colegas para obtener la posición de C.E.O. Akin le indica a su asistente, Alex (Hafeeez Oyetoro) que descubra el lugar al que lo enviarán por cualquier medio. Tras llegar a casa y discutir con su pareja, termina su relación con su novia.
Akin se dirige al aeropuerto y compra un billete de vuelo a Abuya. Mary también está en el aeropuerto y ambos chocan en el pasillo. Posteriormente, Akin recibe un mensaje con el nombre 'Alex' que dice "Disfrute de su vuelo a Erofri". Pensando que es de su asistente, rápidamente reserva un boleto a ese lugar. En el avión, Akin se da cuenta de que el teléfono no es suyo. Mientras tanto Mary pregunta a la azafata la duración de su vuelo a Erofri y esta se le dice que el vuelo se dirige hacia Abuya y no a Erofri.

## Elenco
- Nse Ikpe Etim como Mary Oyenokwe
- Wale Ojo como Akin Cole
- Joke Silva como Kike Cole
- Chika Okpala como Mary's Father
- Ada Ameh como Cynthia
- Lydia Forson como Gina
- Chika Chukwu como Hussana
- Afeez Oyetoro como Alex Ojo
- Chris Iheuwa como Tony
- Charles Billion como Alpha
- Jay Jay Coker como Omega
- Jadesola Durotoye como C.E.O
- Sophia Chioma Onyekwo como Alexis
- Bose Oshin como Mrs Ibekwe
- Christopher John como esposo de Cynthia
- Toyin Onormor como esposa de Tony

## Producción

### Desarrollo
La película fue concebida después de un informe de una agencia de publicidad, que estaba aceptando propuestas en nombre de Samsung para crear una película que abarcara las edades de 15 a 45 años. Se enviaron diez guiones de diferentes personas y empresas, pero fue este el ganador del concurso. Aunque Samsung luego abandonó el proyecto, Afolayan siguió adelante para solicitar fondos de otros patrocinadores importantes, ya que estaba interesado en concluirlo. Él creía que aunque no es "artística" como The Figurine, también tenía potencial de taquilla porque es una película comercial. Sin embargo, decidió mantenerse alejado de la comedia física, que se había convertido en una tradición para el género en Nollywood. También afirmó en la proyección de prensa de la película en Lagos que la elección de un género de comedia estaba en línea con la apuesta por diversificar su productora; las dos películas anteriores de Golden Effects Studios habían sido thrillers, por lo que Phone Swap debía demostrar que su empresa no funcionaba con un "tráfico unidireccional". El desarrollo del guion tomó un período de dos años.
Kunle Afolayan señaló que los inversores tardaron en responder. Sin embargo, la película finalmente obtuvo el apoyo financiero de empresas de telecomunicaciones como Globacom y BlackBerry. También se acercó a algunas marcas para que participaran en la producción y algunas de ellas hicieron colocación de productos, como Meelk Properties, IRS Airlines, Seven-up Bottling Company, Berrys 'Couture, Honeywell Flour Mill y Maclean. Esto ayudó a subsidiar el presupuesto de la película entre un treinta y un cuarenta por ciento.

### Casting
El personaje principal masculino, Akin, fue considerado inicialmente para Joseph Benjamin, pero fue descartado cuando se supo que estaría trabajando con la actriz Nse Etim para Mr. and Mrs., una película que también estaba en producción en ese momento y fue estrenada en marzo de 2012. Luego llamaron a Jim Iyke para interpretar el papel, pero no estaba disponible en ese momento: filmaba Last Flight to Abuja, por lo que Wale Ojo finalmente se convirtió en el nuevo actor principal. El personaje del padre de Mary estaba programado para Sam loco Efe. El actor, sin embargo, lamentablemente falleció el 7 de agosto de 2011 debido a un ataque de asma antes de que comenzara la filmación y Chika Okpala fue contratado entonces para reemplazar al actor fallecido. La película fue dedicada en memoria a Sam Loco en los créditos de apertura.
Ada Ameh, oriunda de Benue y Nse Ikpe-Etim de Akwa Ibom, tuvieron que aprender el dialecto igbo de Owerri durante un período de seis meses antes del comienzo del rodaje para interpretar los personajes de Cynthia y Mary respectivamente. Etim en una entrevista con Leadership Newspaper declaró: "No soy exactamente novata en lo que respecta al idioma igbo, pero hasta esta película, nunca necesité hablarlo como lo haría una nativa. Debo admitir que fue bastante desafiante, porque tuve que aprender un dialecto específico. Sin embargo, estoy muy contento por la experiencia. El igbo es un idioma muy interesante y disfruté muchísimo en el proceso de aprenderlo ".
El director, Afolayan, tuvo una disputa importante con Globacom, con respecto a la escogencia de Hafeez Oyetoro como parte del elenco. Después de ver la primera edición de la película, Mike Adenuga solicitó que se retirara a Oyetoro, y sus escenas se volvieran a filmar con otro actor. Esto debió al hecho de que el actor era en ese momento embajador de la marca de Etisalat Nigeria, un importante competidor en el mercado de telecomunicaciones de Nigeria. Afolayan, sin embargo, se negó, con la creencia de que eliminarlo "mataría" la película. Como resultado, Globacom retiró parcialmente su inversión de la película y el contrato de embajador de Afolayan con la compañía no fue renovado.

### Rodaje
El rodaje dio inicio en agosto en Badagry antes de trasladarse a Lagos; la película tomó seis semanas para su filmación y tres meses en postproducción. Según su director, la parte más desafiante del rodaje fue la construcción del interior del avión y la escena del aeropuerto, cuya filmación requirió de veinticuatro horas sin interrupción; la cabina del avión fue recreada en el estudio por Pat Nebo y su equipo.

## Banda sonora
El diseño y la banda sonora de la música fueron realizados por Truth y el uso de ritmos y tambores tradicionales de Nigeria se utilizaron predominantemente para las bandas sonoras de fondo de la película.
En abril de 2012, Golden Effects Pictures lanzó la banda sonora original de Phone Swap para su descarga digital. La misma consta de tres canciones originales compuestas por Truth, Adekunle "Nodash" Adejuyigbe y Oyinkansola, interpretadas por Truth y Oyinkansola y una canción clásica publicada anteriormente por King Sunny Adé. Las canciones incorporan cánticos, letras edificantes de ritmo rápido y ritmos tradicionales, pero se degradaron a una pieza muy ligera con ritmos más lentos en algunas escenas. Fate, una de las canciones de la película, es el primer sencillo oficial del productor musical, Truth.

### Lista de canciones
| N.º | Título              | Cantante(s) | Duración |  |
| 16. | «With You»          |             |          |  |
| 18. | «Life is beautiful» |             |          |  |

## Lanzamiento
El primer tráiler oficial fue lanzado el 1 de diciembre de 2011 y el segundo el 22 de febrero de 2012. La película se proyectó en varios festivales de cine antes de finalmente estrenarse en la sala EXPO, hoteles y suites Eko, en Lagos el 17 de marzo de 2012. Fue lanzada a nivel nacional el 30 de marzo de 2012, en Ghana el 5 de abril de 2012 y posteriormente fue lanzada internacional el 10 de noviembre de 2012. También fue lanzada en mercados no tradicionales como Japón, Alemania,  India, Brasil y Atenas. Aunque ya había sido estrenada en Reino Unido el 10 de noviembre de 2012, fue relanzada del 16 al 24 de marzo de 2013. La película también fue relanzada en Nigeria durante las celebraciones del Ramadán, del 18 al 21 de agosto de 2012.
En agosto de 2012, se anunció que OHTV había adquirido los derechos de televisión de la película. Desde entonces se ha lanzado en plataformas VOD; incluidos OHTV, Ibaka TV y Demand Africa. Fue lanzada en DVD el 15 de diciembre de 2014. Afolayan declaró en una entrevista que el retraso en el lanzamiento del DVD se debió a los planes para tener un marco de distribución eficaz a fin de reducir la infracción de derechos de autor de la película a un nivel mínimo. El DVD es distribuido por G-Media, e incluye contenido adicional como "tomas detrás de escena" y "Cómo se hizo".

## Recepción

### Recepción crítica
La película recibió críticas en su mayoría positivas.  Nollywood Reinvented elogió la cinematografía, la comedia sutil y el romance.  Aunque señaló que mostraba una situación poco realista, otorgó una calificación del 68% y concluyó: "Una gran cosa acerca de la película es la conexión emocional que crea entre los espectadores,  la 'pareja' y personajes individuales; y no solo entre Mary y Akin. Al final, no solo sientes que has visto otra película. Tiene un impacto duradero que solo unas pocas películas pueden crear. Es una de esas películas que  lo hará volver a ella una y otra vez." Augusta Okon de 9aija libros y películas también elogió la cinematografía, el uso del lenguaje, diseño de producción, edición y banda sonora, pero criticó los anuncios obvios exhibidos en la película. Le dio una calificación de 4 de 5 estrellas y concluyó: "Phone Swap es, sin lugar a dudas, una película de comedia de primera clase en Nollywood, navegando en los mares del dinamismo y el ingenio, con su mástil de profesionalismo batiendo con orgullo en el aire y apuntando a un hecho...¡Ha subido el listón del cine en Nollywood una vez más!". Kemi Filani elogió la cinematografía, edición, desarrollo de personajes, guion y accesorios de la película;  y concluyó: "Phone Swap está llena de momentos de risa a carcajadas y muestra cómo las personas más improbables pueden adaptarse a situaciones y circunstancias inesperadas. Una película que definitivamente puedo recomendar". NollywoodForever le dio una calificación de Watch Definitely y concluyó que "...fue divertido, fue ingenioso, fue reconfortante y más". Dami Elebe de Connect Nigeria elogió la dirección y guion de la película y declaró: "Sin lugar a dudas, esta es la película de la que estás orgulloso. Es una película muy bien hecha y no podemos esperar a otra colaboración de ellos (los actores principales) en el futuro".
Andrew Rice de The New York Times comentó: "Kunle Afolayan quiere asustarte, quiere emocionarte, quiere hacerte reír, pero sobre todo, le gustaría que suspendieras tu incredulidad en su  tramas, sí, que tienden a ser exageradas, pero también sobre lo que es posible en África". Shari Bollers de Afridiziak declaró: "Todos los personajes fueron creados para permitir que la audiencia se familiarice y se ría con ellos. Con su cambio de dos idiomas, nativo e inglés, fue fácil de seguir. Fue una película que incluyó a todos y nos calentó el humor. Ya sea nigeriano o no, esta película le resultará divertida". Caitlin Pearson de The Africa Channel declaró: "Lo que hace que la trama de Phone Swap sea atractiva son las actuaciones de su elenco estelar y una gama visual en su cinematografía que nos permite ver más de Nigeria de lo que cualquier película claustrofóbica de Nollywood podría esperar ver. Francis McKay de Flick Hunter dio una calificación de 3 de 4 estrellas y concluyó: "Kunle Afolayan elaboró una película muy apreciable con una buena historia y un elenco dirigido por dos actores talentosos.  Es una buena representación de Nigeria...".
Kemi Filani comentó sobre la representación positiva de las mujeres en la película: "Me encanta la forma en que se retrata a las mujeres. Para variar, las nigerianas eran fuertes, inteligentes y hermosas. Aunque las mujeres de esta película tienen defectos, como cualquier otro ser humano, también se demostró que eran inherentemente buenas y hermosas". Dami Elebe elogió las habilidades de actuación de los dos actores principales de la película:"Nse Ikpe-Etim ejecutó su papel en esta película con precisión, pronunciación y clase perfectas. Wale Ojo no es el típico protagonista de Nollywood. No es el joven atractivo que siempre queremos mirar, sino el hombre maduro y fino que también queremos escuchar. Combinó perfectamente en su papel y demostró que no es una maravilla de una sola película, sino un actor que durará toda la vida en Nollywood". Caitlin Pearson comentó sobre las habilidades de actuación de Wale Ojo al afirmar:"Ojo definitivamente impresiona con su versatilidad como actor al asumir este papel". También elogió al personaje de Hafiz Oyetoro al afirmar que "la actuación más divertida y entretenida es la de Hafiz Oyetoro, quien interpreta al asistente de Akin, Alex. El personaje de Alex existe en un delicado equilibrio entre servil y astuto que es puro placer de ver".

### Taquilla
Phone Swap tuvo gran éxito en taquilla. La película registró ₦ 3.720.000 en su fin de semana de estreno nacional. Encabezó las listas en su primera semana de lanzamiento en Nigeria al recaudar ₦ 20,713,503, superando a películas como  Wrath of the Titans y  John Carter. También se informó que tuvo varias proyecciones privadas para organizaciones corporativas y marcas. Además, recibió nominaciones en los Premios de la Academia del Cine Africano justo antes de su estreno general en cines.

## Premios
La película recibió cuatro nominaciones en la octava edición de los Premios de la Academia del Cine Africano incluida la categoría Mejor Película Nigeriana. Finalmente ganó el premio al Logro en Diseño de Producción. Recibió la mayor cantidad de nominaciones en los 2012 Best of Nollywood Awards con diez nominaciones y ganó el premio a Mejor set de producción;  Nse Ikpe Etim también ganó el premio a la Mejor Actriz Principal en una película de habla inglesa. Phone Swap también obtuvo más nominaciones y victorias en los Nollywood Movies Awards 2013 con un total de doce nominaciones y ganó los premios a Mejor Película, Mejor Actor secundario para Hafeez Oyetoro, mejor actriz  secundaria para Ada Ameh, mejor fotografía, mejor guion original y película más taquillera del año. Fue nominada a ocho premios en los Premios de Cine de la Academia de Iconos de Oro 2013, donde Kunle Afolayan ganó la categoría de Mejor Director.
| Premios                                                        | Fecha                   | Categoría                                               | Nominados                 | Resultados |
| -------------------------------------------------------------- | ----------------------- | ------------------------------------------------------- | ------------------------- | ---------- |
| Premios de la Academia del Cine Africano (octava edición)      | 22 de abril de 2012     | Mejor película nigeriana                                | Kunle Afolayan            | Nom        |
| Premios de la Academia del Cine Africano (octava edición)      | 22 de abril de 2012     | Logro en diseño de producción                           | Pat Nebo                  | Ganador    |
| Premios de la Academia del Cine Africano (octava edición)      | 22 de abril de 2012     | Mejor actor de reparto                                  | Hafeez Oyetoro            | Nominado   |
| Premios de la Academia del Cine Africano (octava edición)      | 22 de abril de 2012     | Mejor actor principal                                   | Wale Ojo                  | Nominado   |
| Abuja International Film Festival (2012 Golden Jury Awards)    | de septiembre de 2012   | Mejor película                                          | Kunle Afolayan            | Ganador    |
| Abuja International Film Festival (2012 Festival Prize)        | de septiembre de 2012   | Mejor dirección cinematográfica                         | Kunle Afolayan            | Ganador    |
| BON Magazine (2012 Best of Nollywood Awards)                   | 11 de noviembre de 2012 | Mejor actriz principal en una película de habla inglesa | Nse Ikpe Etim             | Ganador    |
| BON Magazine (2012 Best of Nollywood Awards)                   | 11 de noviembre de 2012 | Mejor actor de reparto en una película de habla inglesa | Hafeez Oyetoro            | Nominado   |
| BON Magazine (2012 Best of Nollywood Awards)                   | 11 de noviembre de 2012 | Mejor actor principal en una película de habla inglesa  | Wale Ojo                  | Nominado   |
| BON Magazine (2012 Best of Nollywood Awards)                   | 11 de noviembre de 2012 | Director del año                                        | Kunle Afolayan            | Nominado   |
| BON Magazine (2012 Best of Nollywood Awards)                   | 11 de noviembre de 2012 | Película del año                                        | Kunle Afolayan            | Nominado   |
| BON Magazine (2012 Best of Nollywood Awards)                   | 11 de noviembre de 2012 | Guion del año                                           | Kemi Adesoye              | Nominado   |
| BON Magazine (2012 Best of Nollywood Awards)                   | 11 de noviembre de 2012 | Cinematografía del año                                  | Yinka Edward              | Nominado   |
| BON Magazine (2012 Best of Nollywood Awards)                   | 11 de noviembre de 2012 | Película con mejor sonido                               | Biodun Oni, Eilam Hoffman | Nominado   |
| BON Magazine (2012 Best of Nollywood Awards)                   | 11 de noviembre de 2012 | Película con mejor edición                              | Yemi Jolaoso              | Nominado   |
| BON Magazine (2012 Best of Nollywood Awards)                   | 11 de noviembre de 2012 | Mejor locación                                          | Pat Nebo                  | Ganador    |
| MultiChoice (2013 Africa Magic Viewers Choice Awards)          | 9 de marzo de 2013      | Mejor película (comedia)                                | Kunle Afolayan            | Nominado   |
| NollywoodWeek Paris (2013 NollywoodWeek Paris Awards)          | junio de 2013           | Public Choice Award                                     | Kunle Afolayan            | Ganador    |
| Nollywood Movies Network (2013 Nollywood Movies Awards)        | 12 de octubre de 2013   | Mejor película                                          | Kunle Afolayan            | Ganador    |
| Nollywood Movies Network (2013 Nollywood Movies Awards)        | 12 de octubre de 2013   | Mejor actor principal                                   | Wale Ojo                  | Nominado   |
| Nollywood Movies Network (2013 Nollywood Movies Awards)        | 12 de octubre de 2013   | Mejor actor de reparto                                  | Hafeez Oyetoro            | Ganador    |
| Nollywood Movies Network (2013 Nollywood Movies Awards)        | 12 de octubre de 2013   | Mejor actriz principal                                  | Ada Ameh                  | Ganador    |
| Nollywood Movies Network (2013 Nollywood Movies Awards)        | 12 de octubre de 2013   | Mejor director                                          | Kunle Afolayan            | Nominado   |
| Nollywood Movies Network (2013 Nollywood Movies Awards)        | 12 de octubre de 2013   | Mejor Edición                                           | Yemi Jolaoso              | Nominado   |
| Nollywood Movies Network (2013 Nollywood Movies Awards)        | 12 de octubre de 2013   | Mejor cinematografía                                    | Yinka Edward              | Ganador    |
| Nollywood Movies Network (2013 Nollywood Movies Awards)        | 12 de octubre de 2013   | Mejor guion original                                    | Kemi Adesoye              | Ganador    |
| Nollywood Movies Network (2013 Nollywood Movies Awards)        | 12 de octubre de 2013   | Mejor diseño de vestuario                               | Titi Aluko                | Nominado   |
| Nollywood Movies Network (2013 Nollywood Movies Awards)        | 12 de octubre de 2013   | Mejor diseño de escenografía                            | Pat Nebo                  | Nominado   |
| Nollywood Movies Network (2013 Nollywood Movies Awards)        | 12 de octubre de 2013   | Mejor banda sonora                                      | Truth                     | Nominado   |
| Nollywood Movies Network (2013 Nollywood Movies Awards)        | 12 de octubre de 2013   | Película más taquillera                                 | Kunle Afolayan            | Ganador    |
| Golden Icons Magazine (2013 Golden Icons Academy Movie Awards) | 19 de octubre de 2013   | Mejor imagen de movimiento                              | Kunle Afolayan            | Nominado   |
| Golden Icons Magazine (2013 Golden Icons Academy Movie Awards) | 19 de octubre de 2013   | Mejor director                                          | Kunle Afolayan            | Ganador    |
| Golden Icons Magazine (2013 Golden Icons Academy Movie Awards) | 19 de octubre de 2013   | Mejor Cinematografía                                    | Yinka Edward, Alfred Chia | Nominado   |
| Golden Icons Magazine (2013 Golden Icons Academy Movie Awards) | 19 de octubre de 2013   | Mejor Comedia                                           | Kunle Afolayan            | Nominado   |
| Golden Icons Magazine (2013 Golden Icons Academy Movie Awards) | 19 de octubre de 2013   | Mejor actriz                                            | Nse Ikpe Etim             | Nominado   |
| Golden Icons Magazine (2013 Golden Icons Academy Movie Awards) | 19 de octubre de 2013   | Actor más prometedor (Mejor actor nuevo)                | Wale Ojo                  | Nominado   |
| Golden Icons Magazine (2013 Golden Icons Academy Movie Awards) | 19 de octubre de 2013   | Mejor guion original                                    | Kemi Adesoye              | Nominado   |
| Golden Icons Magazine (2013 Golden Icons Academy Movie Awards) | 19 de octubre de 2013   | Productor del año                                       | Kunle Afolayan            | Nominado   |